# Freddie Wolff
Frederick Ferdinand "Freddie" Wolff, född 13 oktober 1910 i Hongkong, död 26 januari 1988 i London, var en brittisk friidrottare.
Wolff blev olympisk mästare på 4 x 400 meter vid olympiska sommarspelen 1936 i Berlin.